# Avere vent'anni
Avere vent'anni è un film del 1978 diretto da Fernando Di Leo.
È probabilmente la pellicola più censurata e controversa tra quelle dirette da Fernando Di Leo. Interpretato da Gloria Guida e Lilli Carati, due attrici allora molto in voga nella commedia sexy, il titolo trae ispirazione da una frase di Paul Nizan, tratta dal libro Aden Arabia, ripresa nei titoli di testa del film: «Avevo vent'anni... Non permetterò a nessuno di dire che questa è la più bella età della vita».

## Trama
Sull'onda tardiva degli anni della contestazione e dell'emancipazione degli anni '70, Lia e Tina sono due belle giovani, libere ed emancipate, che s'incontrano su una spiaggia. Decidono di viaggiare in autostop fino a Roma, alla comune hippy gestita dal Nazariota, abitata da curiosi personaggi. Le ragazze decidono di trattenersi là e, per mantenersi, vendono enciclopedie a porta a porta.
Durante una perquisizione della polizia, nella comune vengono rinvenute delle droghe (messe da Riccetto che è un loro informatore) e le due ragazze vengono rispedite ai paesi d'origine. Durante il ritorno, ancora in autostop, decidono di fermarsi in una trattoria isolata, dove vengono molestate da un gruppo d'avventori. Tina e Lia fuggono inoltrandosi nel bosco, nel quale vengono però raggiunte dal branco, aggredite, violentate e infine brutalmente uccise.

## Produzione
Il film fu girato nel 1978, ma la sceneggiatura risaliva a diversi anni prima. Di Leo aveva in mente di ritrarre le ragazze libere ed emancipate che si erano affermate nella società italiana dopo il Sessantotto.

## Censura

Tina viene impalata nel violento finale censurato

Il film ebbe molti problemi con la censura, soprattutto per il violentissimo finale, in cui le due ragazze vengono stuprate e pestate a morte e Lilli Carati finisce impalata con un ramo conficcato nella vagina. La proiezione fu subito ritirata dalle sale cinematografiche italiane, tagliata e ampiamente rimontata. Il finale fu sostituito con un lieto fine, il quale cambiava però completamente il senso del film, che venne distribuito malamente e non incassò molto.
Di Leo ha dichiarato: «Gloria Guida e Lilli Carati erano molto amate da un certo pubblico, e il fatto che io le abbia fatte ammazzare, stuprare in quella maniera feroce, non so... probabilmente quando il "romoletto" è andato al bar e la "romoletta" gli ha chiesto: "Com'è Avere vent'anni?", lui le ha risposto: "Nun c'annà". Mentre di solito se il film piace si dice: "Vattel'a vede". Aver fatto morire quelle due, a livello inconscio avrà influito a che un film destinato ai giovani, i giovani non siano andati a vederlo. Non è stato un insuccesso, perché i soldi li ha riportati a casa, ma non è stato quel successo che credevo, ho fatto male i conti...».

## Le diverse versioni
Il film, dopo pochi giorni dall'uscita avvenuta nell'ottobre 1978, venne ritirato dalle sale e ridistribuito ampiamente tagliato. Le scene eliminate furono l'incipit sulla spiaggia, le parti saffiche tra le due protagoniste e il violento finale.
La versione tagliata uscì poi nell'estate 1979, ma non ebbe un gran successo; questa versione è uscita successivamente in VHS.
Anni dopo venne distribuita una versione rimontata e ridoppiata, ma il risultato stravolgeva il film. Nel 2004 è infine uscita in DVD la versione integrale voluta dal regista, con la scena iniziale sulla spiaggia, le sequenze saffiche e il finale originale.

## Il prequel mai realizzato
Di Leo aveva intenzione di dirigere un prequel del film, ambientato nell'estate del 1940. Le protagoniste dovevano essere ancora Gloria Guida e Lilli Carati e il titolo doveva essere Quello che volevano sapere due ragazze perbene. La pellicola però non fu mai realizzata.

## Colonna sonora
- Avere vent'anni, di Gloria Guida (esecutrice)
- Disco Is Here to Stay, di Alain Leroux (compositore)
- Disco Maniac, di Alain Leroux (compositore)
- Even If You're not the Firstone, di Daniele Patucchi (compositore)
- Noi - ti voglio, di Ornella Vanoni e New Trolls (esecutori)